# 白泉镇 (东辽县)
白泉镇，是中华人民共和国吉林省辽源市东辽县下辖的一个乡镇级行政单位。

## 行政区划
白泉镇下辖以下地区：
新城社区、中城社区、镇南社区、站前社区、东桥社区、西桥社区、万兴社区、树安村、青龙村、兴隆村、兴泉村、清河村、仁爱村、和平村、赵家村、永清村、保善村、集贤村、连泉村、德忠村、安全村、安池村、白泉村、柳树村、光明村、明义村、东柳村和西柳村。

## 教育
东辽县第一高级中学

## 交通
- 303国道过境。